# Natalino Otto
Natalino Otto (24 de diciembre de 1912-16 de octubre de 1969) fue un cantante y editor y productor musical de nacionalidad italiana, impulsor en su país del género swing.

## Biografía
Nacido en Cogoleto, Italia, su verdadero nombre era Natale Codognotto. Se inició como cantante y músico actuando en diferentes localidades de su región, Liguria, pero, como les ocurrió a otros cantantes, hubo de emigrar, en su caso actuando en los años 1930 a bordo de los trasatlánticos que viajaban entre Europa y Norteamérica. Esta experiencia le hizo conocer la música del otro lado del océano, los nuevos géneros musicales del jazz y el swing.

### Debut en la radio estadounidense
En 1934 trabajó para una emisora radiofónica italoestadounidense de Nueva York. De nuevo en Italia en 1935, Otto propuso, pasados unos años, un repertorio innovador fuertemente inspirado en la música americana del periodo, pero se encontró con la realidad italiana, en la que se vetaba cualquier influencia extranjera. Por ello se vio obligado a cambiar los títulos de algunas canciones: Saint Louis Blues pasó a llamarse Le tristezze di San Luigi (o de St. Louis, según las versiones), y Mister Paganini fue Maestro Paganini. El Ente Italiano per le Audizioni Radiofoniche (EIAR), no emitía sus piezas, definidas como "bárbara antimúsica negra".
Excluido de la radio, el cantante se dedicó a las grabaciones discográficas y a los espectáculos teatrales, siempre en estrecha colaboración con la orquesta de Gorni Kramer . En poco tiempo logró conquistar al público con sus discos: caso raro, por no decir único para la época, el de un cantante que llegaba al éxito sin pasar antes por la radio. Sus piezas de swing hicieron bailar a los italianos, y le dieron el título de "Rey del ritmo". Otto formó parte del filón musical inaugurado en Italia por el sello Fonit que, a pesar de las disposiciones del régimen Fascista, intentaba importar música americana "prohibida" y proponerla en versiones italianizadas.

### Cine y Festival de San Remo
También fue requerido por el cine, siéndole reservados papeles de cantante en algunas películas. Fue protagonista de Tutta la città canta, film dirigido por Riccardo Freda en 1943. Otras cintas en las cuales actuó fueron La casa senza tempo y Carosello del varietà.
En los años 1950, Otto participó en cinco ediciones del Festival de San Remo. En el de 1954 alcanzó el cuarto puesto con Notturno. Su mejor resultado fue un tercer puesto en el Festival de 1955 con la canción Canto nella valle. Al siguiente año se casó con la cantante Flo Sandon's.

### Últimos años
En 1950, además de su actividad como cantante, empezó a trabajar como productor musical, haciendo también funciones de editor en la siguiente década. En estas funciones, fundó el sello discográfico Telerecord y se dedicó a la organización de espectáculos y a la busca de material musical olvidado; publicó con su discográfica nuevos arreglos de sus viejas canciones, formando el grupo I Gentlemen, constituido por Pupo De Luca a la batería, Paolo Salonia o Giorgio Azzolini al bajo, Franco Cerri o Alberto Pizzigoni a la guitarra, Enrico Intra al piano, Giancarlo Barigozzi a la flauta y Glauco Masetti al saxofón.
Natalino Otto falleció en octubre de 1969 en Milán, Italia, a los 57 años de edad, a consecuencia de un infarto agudo de miocardio, tras haber sufrido otro la semana anterior.

### Un repertorio de más de dos mil canciones
Natalino Otto fue un cantante muy prolífico. Llegó a grabar más de dos mil canciones. Entre las de mayor éxito figuran "Biriei", su canción de debut, Ho un sassolino nella scarpa, Mamma voglio anch'io la fidanzata, Birimbo birambo, Mister Paganini, Polvere di stelle, Op op trotta cavallino, Natalino studia canto, Lungo il viale, La classe degli asini, No Jazz, Fidanzatina, Laura y Baexinna.
En 2011 su hija Silvia recogió los cuadernos y recuerdos deOtto en un libro titulado "Vendo ritmo - Natalino Otto 40+1 anni dopo" (Edizioni Sabinae, 2011), a la venta con dos CD, 50 canciones remasterizadas y un DVD estructurado como si fuera un documental sobre la vida del artista.

## Selección de su filmografía
- 1937 : Gli ultimi giorni di Pompeo, de Mario Mattoli
- 1945 :  La casa senza tempo, de Andrea Della Sabbia
- 1945 : Tutta la città canta, de Riccardo Freda
- 1959 : Destinazione Sanremo, de Domenico Paolella